# ウィリアム・ドーネイ (第7代ダウン子爵)

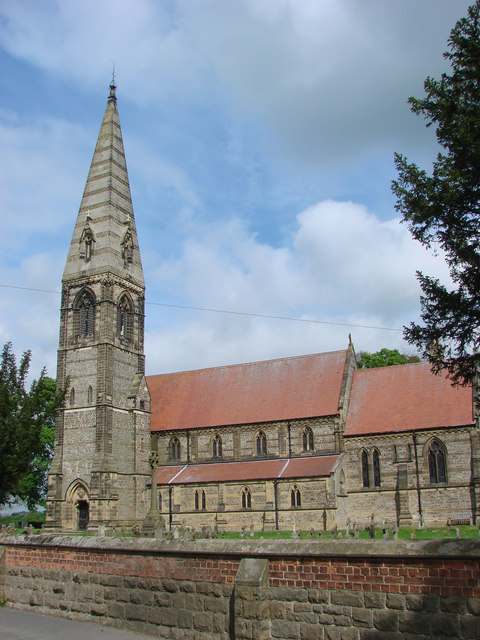
バルダースビーの聖ジェームズ教会、2007年撮影。

第7代ダウン子爵ウィリアム・ヘンリー・ドーネイ（英語: William Henry Dawnay, 7th Viscount Downe、1812年5月15日 – 1857年1月26日）は、イギリスの政治家、アイルランド貴族。保守党に所属し、1841年から1846年まで庶民院議員を務めた。

## 生涯
第6代ダウン子爵ウィリアム・ヘンリー・ドーネイと妻リディア（Lydia、旧姓ヒースコート（Heathcote）、1773年 – 1848年3月18日、ジョン・ヒースコートの娘）の息子として、1812年5月15日にメイフェアのチャールズ・ストリートで生まれ、セント・ジョージ・ハノーヴァー・スクエアで洗礼を受けた。1824年ごろから1828年ごろまでイートン・カレッジで教育を受けた後、1830年3月31日にオックスフォード大学クライスト・チャーチに入学、1833年にB.A.の学位を、1837年にM.A.の学位を修得した。
1834年から1854年までヨークシャー・フザールの士官を務めた。
1841年イギリス総選挙で保守党候補としてラトランド選挙区から出馬、676票（得票数2位）を得て当選した。1846年初に議員を辞任し、同年2月の補欠選挙では同じく保守党所属のジョージ・フィンチが無投票で当選した。同年5月23日に父が死去すると、ダウン子爵位を継承した。
1857年1月26日にトーキーで死去した。最初はトップクリフの聖コロンバ教会（The Church of St Columba）に埋葬されたが、1857年9月に自身が建設を命じたバルダースビーの聖ジェームズ教会が完成するとそこへ移された。息子ヒュー・リチャードが爵位を継承した。

## 家族と私生活
1843年7月25日、メアリー・イザベル・バゴット（Mary Isabel Bagot）、1825年4月28日 – 1900年4月14日、聖職者リチャード・バゴットの娘）と結婚、8男2女をもうけた。リチャード・バゴットは教会をいくつか建てることを娘との結婚の条件とした。教会の数については3つと7つとする文献がある。
- ヒュー・リチャード（英語版）（1844年7月20日 – 1924年1月21日） - 第8代ダウン子爵、初代ドーネイ男爵
- ルイス・ペイン（英語版）（1846年4月1日 – 1910年7月20日） - 庶民院議員。1877年6月6日、ヴィクトリア・アレクサンドリナ・エリザベス・グレイ（Victoria Alexandrina Elizabeth Grey、1922年6月15日没、チャールズ・グレイ閣下（英語版）の娘）と結婚、子供あり
- アラン・チャールズ（1847年6月15日 – 1853年3月3日）
- ガイ・カスバート（英語版）（1848年7月26日 – 1889年2月22日） - 庶民院議員
- ユースタス・ヘンリー（Eustace Henry、1850年4月15日 – 1928年12月15日） - イーヴリン・ド・ヴィアー・カペル（Evelyn de Vere Capell、モルデン子爵アーサー・ド・ヴィアー・カペルの娘）と結婚、子供あり
- ウィリアム・フレデリック（1851年10月14日 – 1904年9月29日） - 1875年4月22日、アデレード・ヘレン・パーカー（Adelaide Helen Parker、1941年7月14日没、第6代マクルズフィールド伯爵トマス・パーカーの娘）と結婚、子供あり
- ジェフリー・ニコラス（Geoffrey Nicolas、1852年12月13日 – 1941年12月31日） - 1887年8月19日、エミリー・ジャニー・バルティール（Emily Janie Bulteel、1935年12月8日、ジョン・バルティールの娘）と結婚、子供あり
- フランシス・ハーバート（1853年12月11日 – 1914年6月26日）
- アリス・イザベル（1929年10月没）
- イーディス・メアリー（Edith Mary、1941年7月15日没） - 1884年2月2日、ロバート・グラント＝サッティー（Robert Grant-Suttie、1841年12月18日 – 1933年9月15日、第5代準男爵サー・ジョージ・グラント＝サッティー準男爵の息子）と結婚、子供あり

ダウン子爵としてラトランドとヨークシャーにおける領地の開発に力を入れ、また妻の父との約束通り、友人の建築家ウィリアム・バターフィールドを招聘して教会を建てた。